# Fruktowaja (stacja kolejowa)
Fruktowaja (ros. Фруктовая) – stacja kolejowa w miejscowości Fruktowaja, w rejonie łuchowickim, w obwodzie moskiewskim, w Rosji. Położona jest na linii Moskwa – Riazań.

## Historia
Stacja powstała w XIX w. pomiędzy stacjami Podlipki i Ałpatjewo. Początkowo nosiła nazwę Gorki.